# Austrian Open Kitzbühel 2011
Austrian Open Kitzbühel 2011 — тенісний турнір, що проходив на ґрунтових кортах у місті Кіцбюель, Австрія з 1 серпня. Належав до категорії ATP World Tour 250, був турніром серії Austrian Open Kitzbühel 2011 року.

## Фінальна частина

### Одиночний розряд
Робін Гаасе —  Альберт Монтаньєс 6–4, 4–6, 6–1

### Парний розряд
Даніеле Браччалі /  Сантьяго Гонсалес —  Франко Феррейро /  Андре Са 7–6(7–1), 4–6, [11–9]